# Quintín de Torre
Quintín de Torre Berástegui (1877-1966) fue un escultor español.

## Biografía
Nació en Bilbao el 18 de abril de 1877.Su padre fue el también artista y pintor Tirso de la Torre. Se formó en la Escuela de Artes y Oficios Artísticos de Bilbao, si bien previamente había frecuentado el taller de Paco Durrio. Posteriormente también sería aprendiz en el taller de Serafín Basterra.
El Ayuntamiento de Bilbao le becaría para ampliar sus estudios en Barcelona. En 1901 se trasladaría a París, donde se reencontró con Paco Durrio y conoció el legado de Rodin o Constantin Meunier.
Fue uno de los fundadores de la Asociación de Artistas Vascos y se la ha adcrito al novecentismo. Fallecido en 1966 en Bilbao, mantuvo relación epistolar con Unamuno.

## Obra
Cultivó diversos géneros, como el retrato, la escultura funeraria y la religiosa.
- 1924. Oración en el Huerto. Paso procesional de la Semana Santa de Bilbao.
- 1926. Enterramiento de Cristo. Paso procesional de la Semana Santa de Bilbao.
- 1945. Encuentro de Cristo con su Madre en la Calle de la Amargura. Paso procesional de la Semana Santa de Logroño.
- 1946. Las Tres Cruces. Paso procesional de la Semana Santa de Bilbao.
- 1947. Jesús de la Tercera Caída. Cofradía de Excombatientes. Zamora.
- Cristo Yacente. Parroquia de San Vicente. Abando.
- Mujer castellana. Fachada del Banco de Bilbao. Madrid.
- Cristo del Perdón. Santuario del Cristo del Perdón. Manzanares.
- La Caída. Paso procesional de la Semana Santa de Manzanares.
- Virgen dolorosa. Museo de la Semana Santa. Orihuela.
- Dolorosa. Museo Zuloaga. Zumaya.